# Európai védjegy- és formatervezésiminta-hálózat
Az Európai védjegy- és formatervezésiminta-hálózat (angolul: European Trade Mark and Design Network, rövidítve: ETMDN) "az a központ, amely összeköti a nemzeti és regionális szellemitulajdon-jogi hivatalokat, a felhasználói szervezeteket és más szellemitulajdon-jogi szervezeteket, amelyek mind együtt dolgoznak egy valódi európai védjegy- és formatervezésiminta-rendszer megvalósításán."
A projekt szemléletmódban működő központ  tagjai meghatározzák a hálózat célkitűzéseit és prioritásait, annak érdekében, hogy közös gyakorlatot, a szolgáltatásokat és eszközöket alakítsanak ki a szellemi tulajdonjog területén. Segíteni akarják a jogtulajdonosokat abban, hogy olyan  üzleti stratégiákat alakítsanak ki, amelyek képessé teszik őket védjegyoltalommal illetve formatervezésiminta-oltalommal kapcsolatos érdekeik érvényesítésére. Az Európai Unió Szellemi Tulajdoni Hivatala (EUIPO) a részt vevő szellemitulajdon-jogi hivatalokkal együtt a szükséges infrastruktúra és források biztosításával támogatja a projektek végrehajtását.

## A projektek két csoportja
1. Szellemitulajdon-jogi eszközök (Együttműködési Alap) - a különböző szellemitulajdon-jogi hivatalok által közösen használt, korszerű eszközök létrehozása
2. A gyakorlatok közelítése (Konvergenciaprogram) - a különböző  szellemitulajdon-jogi hivatalok által alkalmazott gyakorlatok harmonizációja